# Llista de topònims de Capellades
Llista de topònims (noms propis de lloc) del municipi de Capellades, a l'Anoia
Informació actualitzada per un bot. Els canvis manuals es perdran quan s'actualitzi!

## carrer
| imatge | Nom                     | Ubicat a   | instància de | Detalls                     | coordenades                                          | Protecció                                  | Commons (més fotos)               | Dades a WD                    |
| ------ | ----------------------- | ---------- | ------------ | --------------------------- | ---------------------------------------------------- | ------------------------------------------ | --------------------------------- | ----------------------------- |
|        | Carrer Sant Francesc    | Capellades | carrer       |                             | 41° 31′ 50″ N, 1° 41′ 15″ E / 41.530454°N,1.687401°E | bé cultural d'interès local                | Carrer Sant Francesc (Capellades) | Modifica les dades a Wikidata |
|        | carreró d'en Magí Carme | Capellades | carrer       | Estil: arquitectura popular | 41° 31′ 54″ N, 1° 41′ 08″ E / 41.5316°N,1.68564°E    | bé integrant del patrimoni cultural català |                                   | Modifica les dades a Wikidata |

## casa
| imatge | Nom                                                     | Ubicat a   | instància de | Detalls                                                                | coordenades | Protecció                                  | Commons (més fotos)             | Dades a WD                    |
| ------ | ------------------------------------------------------- | ---------- | ------------ | ---------------------------------------------------------------------- | --- | ------------------------------------------ | ------------------------------- | ----------------------------- |
|        | Ca Missola                                              | Capellades | casa         | Estil: arquitectura popular 14th century                               | 41° 31′ 55″ N, 1° 41′ 08″ E / 41.531816°N,1.685643°E ca:Carrer Dr. Fleming, 8-10; Carrer Magí Carme, 3-5                 | bé cultural d'interès local                |                                 | Modifica les dades a Wikidata |
|        | Ca l'Artigas                                            | Capellades | casa         | Estil: noucentisme 1910s                                               | 41° 31′ 34″ N, 1° 40′ 50″ E / 41.52599°N,1.68061°E ca:Carretera d' Igualada a Vilafranca                                 | bé cultural d'interès local                |                                 | Modifica les dades a Wikidata |
|        | Ca l'Ernest                                             | Capellades | casa         | Estil: noucentisme 1912                                                | 41° 31′ 37″ N, 1° 40′ 51″ E / 41.52687°N,1.68076°E ca:Carretera d'Igualada a Vilafranca                                  | bé cultural d'interès local                |                                 | Modifica les dades a Wikidata |
|        | Ca l'Illa                                               | Capellades | casa         | Estil: arquitectura eclèctica                                          | 41° 31′ 50″ N, 1° 41′ 11″ E / 41.53061°N,1.68634°E ca:Carrer Major, 9 - Carrer del Call                                  | bé integrant del patrimoni cultural català |                                 | Modifica les dades a Wikidata |
|        | Ca n'Alós                                               | Capellades | casa         | Estil: arquitectura popular                                            | 41° 31′ 59″ N, 1° 41′ 23″ E / 41.53312°N,1.68961°E 259 msnm                                                              | bé cultural d'interès local                | Ca n'Alós                       | Modifica les dades a Wikidata |
|        | Cal Formaire                                            | Capellades | casa         | 1620                                                                   | 41° 31′ 46″ N, 1° 41′ 13″ E / 41.52938°N,1.68698°E ca:Carrer Major, 61                                                   | bé cultural d'interès local                |                                 | Modifica les dades a Wikidata |
|        | Cal Formaire                                            | Capellades | casa         | Estil: arquitectura popular 1798                                       | 41° 31′ 56″ N, 1° 41′ 05″ E / 41.532302°N,1.684738°E ca:Carrer Amador Romaní, 22                                         | bé cultural d'interès local                |                                 | Modifica les dades a Wikidata |
|        | Cal Rabassa                                             | Capellades | casa         | Estil: arquitectura eclèctica                                          | 41° 31′ 40″ N, 1° 41′ 15″ E / 41.52783°N,1.68741°E ca:Portal, 21                                                         | bé integrant del patrimoni cultural català |                                 | Modifica les dades a Wikidata |
|        | Can Fàbregas                                            | Capellades | casa         | Estil: arquitectura modernista 1919                                    | 41° 31′ 41″ N, 1° 41′ 16″ E / 41.52801°N,1.68769°E ca:Travessia del Portal, 8                                            | bé integrant del patrimoni cultural català |                                 | Modifica les dades a Wikidata |
|        | Casa Aloy Romaní                                        | Capellades | casa         | Estil: arquitectura eclèctica 1885                                     | 41° 31′ 49″ N, 1° 41′ 02″ E / 41.5304°N,1.68376°E ca:Passeig Miquel i Mas, 10                                            | bé integrant del patrimoni cultural català |                                 | Modifica les dades a Wikidata |
|        | Casa Antoni Romaní Gubern                               | Capellades | casa         | Estil: arquitectura eclèctica 1894                                     | 41° 31′ 48″ N, 1° 41′ 15″ E / 41.53007°N,1.68763°E ca:Plaça Sant Miquel, 23-24                                           | bé integrant del patrimoni cultural català |                                 | Modifica les dades a Wikidata |
|        | Casa Joan Guarro                                        | Capellades | casa         | Estil: arquitectura popular                                            | 41° 31′ 59″ N, 1° 41′ 21″ E / 41.53305°N,1.68929°E                                                                       | bé cultural d'interès local                |                                 | Modifica les dades a Wikidata |
|        | Casa Josep Carreras Bartrolí                            | Capellades | casa         | Estil: noucentisme                                                     | 41° 31′ 53″ N, 1° 41′ 00″ E / 41.53136°N,1.68342°E                                                                       | bé integrant del patrimoni cultural català |                                 | Modifica les dades a Wikidata |
|        | Casa Justí Roig                                         | Capellades | casa         | Estil: arquitectura modernista 1909                                    | 41° 31′ 57″ N, 1° 41′ 04″ E / 41.53248°N,1.6844°E ca:Carrer Amador Romaní, 21                                            | bé integrant del patrimoni cultural català |                                 | Modifica les dades a Wikidata |
|        | Casa Llorach                                            | Capellades | casa         | Estil: arquitectura popular 18th century                               | 41° 31′ 54″ N, 1° 41′ 08″ E / 41.531661°N,1.685584°E ca:Carrer Magí Carme, 1                                             | bé cultural d'interès local                |                                 | Modifica les dades a Wikidata |
|        | Casa Llorens                                            | Capellades | casa         | Estat: enderrocat o destruït                                           | | bé integrant del patrimoni cultural català |                                 | Modifica les dades a Wikidata |
|        | Casa Oliva                                              | Capellades | casa         | 1801                                                                   | 41° 31′ 47″ N, 1° 41′ 13″ E / 41.529586°N,1.686909°E ca:Carrer Major, 55                                                 | bé cultural d'interès local                |                                 | Modifica les dades a Wikidata |
|        | Casa Oller                                              | Capellades | casa         | Estil: arquitectura popular 18th century                               | 41° 31′ 50″ N, 1° 41′ 14″ E / 41.530623°N,1.687197°E ca:Carrer Sant Francesc, 4                                          | bé cultural d'interès local                |                                 | Modifica les dades a Wikidata |
|        | Casa Paula Soteras                                      | Capellades | casa         | Estil: barroc                                                          | 41° 31′ 44″ N, 1° 41′ 17″ E / 41.5288°N,1.68807°E ca:Carrer Sant Francesc, 66                                            | bé cultural d'interès local                |                                 | Modifica les dades a Wikidata |
|        | Casa Pla Puiggròs                                       | Capellades | casa         |                                                                        | 41° 31′ 56″ N, 1° 41′ 05″ E / 41.532222°N,1.684677°E 315 msnm                                                            | bé integrant del patrimoni cultural català | Casa al carrer Amador Romaní, 5 | Modifica les dades a Wikidata |
|        | Casa Raurés                                             | Capellades | casa         | Estil: neoclassicisme                                                  | 41° 31′ 44″ N, 1° 41′ 17″ E / 41.52895°N,1.68813°E                                                                       | bé cultural d'interès local                |                                 | Modifica les dades a Wikidata |
|        | Casa Rius Aloy                                          | Capellades | casa         | Estil: arquitectura modernista arquitectura eclèctica 19th century     | 41° 31′ 50″ N, 1° 41′ 01″ E / 41.53049°N,1.68354°E ca:Carrer de la Immaculada Concepció, 13                              | bé integrant del patrimoni cultural català |                                 | Modifica les dades a Wikidata |
|        | Casa Romañá                                             | Capellades | casa         | Estil: arquitectura eclèctica 19th century                             | 41° 31′ 49″ N, 1° 41′ 14″ E / 41.53028°N,1.6872°E ca:Plaça Sant Miquel, 11-12                                            | bé integrant del patrimoni cultural català |                                 | Modifica les dades a Wikidata |
|        | Casa Santiago Serra                                     | Capellades | casa         | Estil: arquitectura popular 1777                                       | 41° 31′ 49″ N, 1° 41′ 15″ E / 41.53031°N,1.68743°E ca:Carrer Sant Francesc, 12-14 (plaça de Sant Miquel)                 | bé cultural d'interès local                |                                 | Modifica les dades a Wikidata |
|        | Casa Vallès                                             | Capellades | casa         | Estil: arquitectura modernista arquitectura eclèctica noucentisme 1917 | 41° 31′ 46″ N, 1° 41′ 08″ E / 41.52945°N,1.68569°E ca:Carrer Garbí, 31                                                   | bé cultural d'interès local                |                                 | Modifica les dades a Wikidata |
|        | Casa al carrer Sant Ramon, 16                           | Capellades | casa         | Estil: arquitectura eclèctica Estat: enderrocat o destruït             | | bé integrant del patrimoni cultural català |                                 | Modifica les dades a Wikidata |
|        | Cases Prats                                             | Capellades | casa         | Estil: arquitectura popular 18th century                               | 41° 31′ 58″ N, 1° 41′ 22″ E / 41.53274°N,1.68958°E ca:Carrer Font de la Reina s/n (antics 20 i 22)                       | bé cultural d'interès local                |                                 | Modifica les dades a Wikidata |
|        | Cases del Ramonet                                       | Capellades | casa         | 18th century                                                           | 41° 31′ 42″ N, 1° 41′ 12″ E / 41.52826°N,1.68678°E ca:Carre Sant Ramon, 3-21; Carrer Sant Ramon, 23 i Carrer Girat, 3-15 | bé cultural d'interès local                |                                 | Modifica les dades a Wikidata |
|        | Conjunt de cases Mateu Tort Codorniu                    | Capellades | casa         | Estil: arquitectura popular                                            | 41° 31′ 41″ N, 1° 41′ 16″ E / 41.528137°N,1.687746°E ca:Travessia del Portal, 5-15                                       | bé cultural d'interès local                |                                 | Modifica les dades a Wikidata |
|        | Conjunt de cases al carrer Major                        | Capellades | casa         | 19th century                                                           | 41° 31′ 50″ N, 1° 41′ 11″ E / 41.530483°N,1.686414°E ca:Carrer Major 20, 22, 24 i 26                                     | bé cultural d'interès local                |                                 | Modifica les dades a Wikidata |
|        | Conjunt de cases al carrer Sant Francesc                | Capellades | casa         | Estil: arquitectura popular 18th century                               | 41° 31′ 50″ N, 1° 41′ 14″ E / 41.53068°N,1.68721°E ca:Carrer Sant Francesc, 13, 15,17 ,19, 21 ,23 , 25, 27 i 29          | bé cultural d'interès local                |                                 | Modifica les dades a Wikidata |
|        | Conjunt de cases del carrer Garbí tram del carrer Major | Capellades | casa         |                                                                        | 41° 31′ 47″ N, 1° 41′ 10″ E / 41.52985°N,1.68623°E                                                                       | bé cultural d'interès local                |                                 | Modifica les dades a Wikidata |
|        | Conjunt de cases del carrer Sant Joan                   | Capellades | casa         | Estil: arquitectura popular 20th century                               | 41° 31′ 52″ N, 1° 40′ 59″ E / 41.531212°N,1.683099°E ca:Carrer Sant Joan, 31 i 35                                        | bé cultural d'interès local                |                                 | Modifica les dades a Wikidata |
|        | Edifici d'habitatges al carrer de Garbí, 25             | Capellades | casa         | Estil: arquitectura eclèctica Estat: enderrocat o destruït             | | bé integrant del patrimoni cultural català |                                 | Modifica les dades a Wikidata |
|        | Torre Guasch                                            | Capellades | casa         | Estil: neoclassicisme 20th century                                     | 41° 31′ 40″ N, 1° 41′ 07″ E / 41.527777777778°N,1.6852777777778°E ca:C. Sant Ramon, 26                                   | bé cultural d'interès local                |                                 | Modifica les dades a Wikidata |
|        | Villa Buenos Aires                                      | Capellades | casa         | Estil: noucentisme 1910s                                               | 41° 31′ 42″ N, 1° 41′ 11″ E / 41.52831°N,1.68641°E ca:Carrer Sant Ramon, 4, cantonada Carrer Castell                     | bé cultural d'interès local                |                                 | Modifica les dades a Wikidata |
|        | Vil·la Canals                                           | Capellades | casa         | Estil: arquitectura eclèctica Estat: enderrocat o destruït             | | bé integrant del patrimoni cultural català |                                 | Modifica les dades a Wikidata |
|        | ca l'Ubach                                              | Capellades | casa         | Estil: arquitectura eclèctica 19th century                             | 41° 31′ 53″ N, 1° 41′ 08″ E / 41.53145°N,1.68542°E ca:Pl. de Sant Jaume, 8 317 msnm                                      | bé integrant del patrimoni cultural català | Ca l'Ubach (Capellades)         | Modifica les dades a Wikidata |
|        | casa al carrer Immaculada Concepció, 12                 | Capellades | casa         | Estil: noucentisme                                                     | 41° 31′ 49″ N, 1° 41′ 02″ E / 41.53028°N,1.68377°E                                                                       | bé integrant del patrimoni cultural català |                                 | Modifica les dades a Wikidata |
|        | casa al carrer Portal, 9-13                             | Capellades | casa         |                                                                        | 41° 31′ 42″ N, 1° 41′ 14″ E / 41.528265°N,1.687357°E                                                                     | bé integrant del patrimoni cultural català |                                 | Modifica les dades a Wikidata |

## edifici
| imatge | Nom                                     | Ubicat a   | instància de | Detalls                                                     | coordenades | Protecció                                  | Commons (més fotos)                    | Dades a WD                    |
| ------ | --------------------------------------- | ---------- | ------------ | ----------------------------------------------------------- | --- | ------------------------------------------ | -------------------------------------- | ----------------------------- |
|        | Antic safareig del Portal               | Capellades | edifici      | Estil: arquitectura popular 1930s                           | 41° 31′ 43″ N, 1° 41′ 09″ E / 41.52856°N,1.68594°E ca:Carrer del Portal, 2 / Pl. Àngel Guimerà                                         | bé cultural d'interès local                | Antic safareig del Portal (Capellades) | Modifica les dades a Wikidata |
|        | Ca l'Anton                              | Capellades | edifici      | Estil: arquitectura popular                                 | | bé integrant del patrimoni cultural català |                                        | Modifica les dades a Wikidata |
|        | Cal Lleganya                            | Capellades | edifici      | Estil: arquitectura popular 16th century                    | 41° 32′ 02″ N, 1° 41′ 26″ E / 41.533897°N,1.690606°E ca:Al nord-est de Can Carol, entre el camí Ral i el riu AnoiaFont de la Reina s/n | bé integrant del patrimoni cultural català |                                        | Modifica les dades a Wikidata |
|        | Casa Francesc Tiana Tort                | Capellades | edifici      |                                                             | 41° 31′ 57″ N, 1° 41′ 05″ E / 41.532376355425825°N,1.6847241709605774°E                                                                | bé cultural d'interès local                | Casa Francesc Tiana Tort               | Modifica les dades a Wikidata |
|        | Casa al carrer Sant Francesc, 18-22     | Capellades | edifici      |                                                             | | bé integrant del patrimoni cultural català |                                        | Modifica les dades a Wikidata |
|        | Conjunt de la Font de la Reina          | Capellades | edifici      | Estil: arquitectura popular                                 | 41° 31′ 57″ N, 1° 41′ 23″ E / 41.532501°N,1.689858°E                                                                                   | bé cultural d'interès local                |                                        | Modifica les dades a Wikidata |
|        | Dovella de la casa Serra                | Capellades | edifici      | Estil: arquitectura barroca 1788                            | 41° 31′ 57″ N, 1° 41′ 04″ E / 41.53262°N,1.68431°E ca:Carrer Amador Romaní, 27                                                         | bé integrant del patrimoni cultural català |                                        | Modifica les dades a Wikidata |
|        | Edifici Gym Catalunya                   | Capellades | edifici      | Estil: noucentisme Estat: enderrocat o destruït             | | bé integrant del patrimoni cultural català |                                        | Modifica les dades a Wikidata |
|        | Edifici central Guasch Hermanos i tanca | Capellades | edifici      | Estil: art déco                                             | 41° 31′ 38″ N, 1° 41′ 09″ E / 41.52733°N,1.68593°E                                                                                     | bé cultural d'interès local                |                                        | Modifica les dades a Wikidata |
|        | Escorxador                              | Capellades | edifici      | Estil: noucentisme 1928                                     | 41° 31′ 44″ N, 1° 41′ 24″ E / 41.52884°N,1.68989°E ca:Santa Anna, 23                                                                   | bé cultural d'interès local                | Escorxador (Capellades)                | Modifica les dades a Wikidata |
|        | Escut de la casa Jaume Cardús           | Capellades | edifici      | Estil: arquitectura barroca                                 | 41° 31′ 58″ N, 1° 41′ 04″ E / 41.53265°N,1.68439°E                                                                                     | bé integrant del patrimoni cultural català |                                        | Modifica les dades a Wikidata |
|        | Fàbrica i Casa Munné                    | Capellades | edifici      | Estil: arquitectura popular 1755                            | 41° 32′ 14″ N, 1° 41′ 09″ E / 41.537234°N,1.685954°E ca:Carrer Amador Romaní, 83, Camí de la Costa                                     | bé cultural d'interès local                | Casa Munné (Capellades)                | Modifica les dades a Wikidata |
|        | Grup Escolar del Marquès de la Pobla    | Capellades | edifici      | Arquitecte: Domènec Sugrañes i Gras Estil: noucentisme 1933 | 41° 31′ 51″ N, 1° 40′ 57″ E / 41.53075°N,1.68256°E ca:Passeig Miquel i Mas, 19                                                         | bé cultural d'interès local                |                                        | Modifica les dades a Wikidata |
|        | Illa Dr. Fleming                        | Capellades | edifici      | Estil: arquitectura popular                                 | 41° 31′ 54″ N, 1° 41′ 08″ E / 41.531663°N,1.6855°E ca:Carrer Dr. Fleming                                                               | bé cultural d'interès local                |                                        | Modifica les dades a Wikidata |
|        | Muralla de l'Hort de la Vila            | Capellades | edifici      | Estil: arquitectura popular                                 | 41° 31′ 56″ N, 1° 41′ 04″ E / 41.5322°N,1.68446°E                                                                                      | bé cultural d'interès local                |                                        | Modifica les dades a Wikidata |
|        | Societat La Lliga                       | Capellades | edifici      | Estil: arquitectura eclèctica 1900s                         | 41° 31′ 50″ N, 1° 41′ 08″ E / 41.53069°N,1.68558°E ca:Pilar, 13                                                                        | bé integrant del patrimoni cultural català | Societat La Lliga (Capellades)         | Modifica les dades a Wikidata |
|        | cal Romaní                              | Capellades | edifici      | Estil: arquitectura popular                                 | 41° 31′ 24″ N, 1° 41′ 30″ E / 41.52326°N,1.6918°E ca:Al la dreta de l'Anoia, c. Pas de l'Aigua 243 msnm                                | bé cultural d'interès local                | Cal Romaní (Capellades)                | Modifica les dades a Wikidata |
|        | edifici de la Caixa de Pensions         | Capellades | edifici      | Estil: noucentisme                                          | 41° 31′ 46″ N, 1° 41′ 05″ E / 41.52947°N,1.68483°E ca:Carrer Garbí, 41                                                                 | bé integrant del patrimoni cultural català |                                        | Modifica les dades a Wikidata |
|        | la Divina Pastora                       | Capellades | edifici      | Estil: arquitectura eclèctica 1859                          | 41° 31′ 49″ N, 1° 41′ 18″ E / 41.5302°N,1.6883°E ca:Carrer Divina Pastora, 6-8                                                         | bé cultural d'interès local                | La Divina Pastora (Capellades)         | Modifica les dades a Wikidata |

## església
| imatge | Nom                                 | Ubicat a   | instància de | Detalls                                      | coordenades                                                                                    | Protecció                   | Commons (més fotos)                   | Dades a WD                    |
| ------ | ----------------------------------- | ---------- | ------------ | -------------------------------------------- | ---------------------------------------------------------------------------------------------- | --------------------------- | ------------------------------------- | ----------------------------- |
|        | Mare de Déu del Pilar de Capellades | Capellades | església     | Estil: arquitectura neoclàssica 1801         | 41° 31′ 50″ N, 1° 41′ 07″ E / 41.530622222222°N,1.6851861111111°E ca:Carrer Pilar, 23 321 msnm | bé cultural d'interès local | Mare de Déu del Pilar de Capellades   | Modifica les dades a Wikidata |
|        | Santa Maria de Capellades           | Capellades | església     | Estil: arquitectura neoclàssica 17th century | 41° 31′ 53″ N, 1° 41′ 11″ E / 41.5313°N,1.68646°E ca:Plaça Jacint Verdaguer, 1                 | bé cultural d'interès local | Santa Maria de Capellades             | Modifica les dades a Wikidata |
|        | capella de Santa Bàrbara            | Capellades | església     | Estil: Renaixement 13rd century              | 41° 31′ 57″ N, 1° 41′ 23″ E / 41.5325°N,1.68969°E ca:Font de la Reina; Camí Ral                | bé cultural d'interès local | Capella de Santa Bàrbara (Capellades) | Modifica les dades a Wikidata |

## jaciment arqueològic
| imatge | Nom                            | Ubicat a         | instància de              | Detalls                              | coordenades | Protecció                                                  | Commons (més fotos)            | Dades a WD                    |
| ------ | ------------------------------ | ---------------- | ------------------------- | ------------------------------------ | --- | ---------------------------------------------------------- | ------------------------------ | ----------------------------- |
|        | Abric Agut                     | Capellades       | jaciment arqueològic      |                                      | 41° 32′ 01″ N, 1° 41′ 16″ E / 41.53363333°N,1.68788611°E ca:Cingle del Capelló | bé cultural d'interès local bé cultural d'interès nacional | Abric Agut                     | Modifica les dades a Wikidata |
|        | Abric Romaní                   | Capellades Anoia | jaciment arqueològic      | Anomenat per: Amador Romaní i Guerra | 41° 32′ 01″ N, 1° 41′ 18″ E / 41.533694°N,1.688444°E ca:A mirador de l'extrem nord del Passeig del Capelló, s'inicia el descens i s'arriba a la porta metàl·lica que permet l'accés al jaciment. 350 msnm | bé cultural d'interès local bé cultural d'interès nacional | Abric Romaní de Capellades     | Modifica les dades a Wikidata |
|        | Balma del Pau Anton            | Capellades       | jaciment arqueològic cova |                                      | 41° 31′ 54″ N, 1° 41′ 29″ E / 41.531614°N,1.691258°E ca:Cingle del Capelló | bé integrant del patrimoni cultural català                 | Balma del Pau Anton            | Modifica les dades a Wikidata |
|        | Balma dels Pinyons             | Capellades       | jaciment arqueològic cova |                                      | 41° 31′ 49″ N, 1° 41′ 25″ E / 41.530195°N,1.690248°E ca:Cingle del Capelló | bé cultural d'interès nacional                             |                                | Modifica les dades a Wikidata |
|        | Cova d'en Sallarès             | Capellades       | jaciment arqueològic      |                                      | 41° 31′ 52″ N, 1° 41′ 29″ E / 41.531146°N,1.691301°E ca:Cingle del Capelló | bé cultural d'interès local                                |                                | Modifica les dades a Wikidata |
|        | Cova de Cal Ferrer             | Capellades       | jaciment arqueològic      |                                      | ca:Sota l'Abric Romaní i a prop del veïnat de la Rata | bé cultural d'interès nacional                             | Cova de Cal Ferrer             | Modifica les dades a Wikidata |
|        | abric de la Consagració        | Capellades       | jaciment arqueològic      |                                      | 41° 31′ 58″ N, 1° 41′ 17″ E / 41.532795°N,1.68815°E ca:Sota de la Balma del Pau Anton | bé cultural d'interès nacional                             | Abric de la Consagració        | Modifica les dades a Wikidata |
|        | balma de la Costa de Can Manel | Capellades       | jaciment arqueològic cova |                                      | 41° 31′ 41″ N, 1° 41′ 28″ E / 41.528021°N,1.691249°E ca:Cingle del Capelló | bé cultural d'interès nacional bé cultural d'interès local | Balma de la Costa de Can Manel | Modifica les dades a Wikidata |

## masia
| imatge | Nom           | Ubicat a   | instància de | Detalls                                  | coordenades                                                                          | Protecció                   | Commons (més fotos)   | Dades a WD                    |
| ------ | ------------- | ---------- | ------------ | ---------------------------------------- | ------------------------------------------------------------------------------------ | --------------------------- | --------------------- | ----------------------------- |
|        | Ca l'Anton    | Capellades | masia        |                                          | 41° 32′ 06″ N, 1° 40′ 58″ E / 41.5349699934323°N,1.6829101303069°E                   |                             |                       | Modifica les dades a Wikidata |
|        | Ca l'Artigues | Capellades | masia        |                                          | 41° 31′ 36″ N, 1° 40′ 50″ E / 41.5268008804293°N,1.68058276856359°E                  |                             |                       | Modifica les dades a Wikidata |
|        | Ca l'Oliver   | Capellades | masia        |                                          | 41° 32′ 14″ N, 1° 41′ 11″ E / 41.537260050863°N,1.68625623217051°E                   |                             |                       | Modifica les dades a Wikidata |
|        | Can Pasqual   | Capellades | masia        |                                          | 41° 32′ 17″ N, 1° 41′ 10″ E / 41.5379172805585°N,1.68623094178085°E                  |                             |                       | Modifica les dades a Wikidata |
|        | casa Bas      | Capellades | masia        | Estil: arquitectura popular 17th century | 41° 31′ 54″ N, 1° 41′ 07″ E / 41.53166°N,1.68522°E ca:C. d'Amador Romaní, 3 316 msnm | bé cultural d'interès local | Casa Bas (Capellades) | Modifica les dades a Wikidata |

## molí d'aigua
| imatge | Nom                       | Ubicat a   | instància de | Detalls                                  | coordenades | Protecció                                  | Commons (més fotos)                   | Dades a WD                    |
| ------ | ------------------------- | ---------- | ------------ | ---------------------------------------- | --- | ------------------------------------------ | ------------------------------------- | ----------------------------- |
|        | Molí Vell                 | Capellades | molí d'aigua |                                          | 41° 31′ 59″ N, 1° 41′ 04″ E / 41.53313626569154°N,1.6845492182241315°E                                                        | bé cultural d'interès local                |                                       | Modifica les dades a Wikidata |
|        | Molí Xic                  | Capellades | molí d'aigua | Estil: arquitectura popular 18th century | 41° 32′ 08″ N, 1° 41′ 01″ E / 41.535470409150754°N,1.6836402718281°E ca:Carrer Amador Romaní, 79-81                           | bé cultural d'interès local                |                                       | Modifica les dades a Wikidata |
|        | Molí Xic del Pascual      | Capellades | molí d'aigua | Estil: arquitectura popular 18th century | 41° 32′ 07″ N, 1° 41′ 01″ E / 41.535401°N,1.68359°E ca:Carrer Amador Romaní, 79-81                                            | bé integrant del patrimoni cultural català |                                       | Modifica les dades a Wikidata |
|        | Molí d'en Sapara          | Capellades | molí d'aigua |                                          | 41° 32′ 02″ N, 1° 41′ 05″ E / 41.5340178924588°N,1.68471555198543°E                                                           |                                            |                                       | Modifica les dades a Wikidata |
|        | Molí de Cal Titllo        | Capellades | molí d'aigua | Estil: arquitectura popular 1710         | 41° 31′ 59″ N, 1° 41′ 04″ E / 41.53305°N,1.68454°E ca:Amador Romaní, 49                                                       | bé integrant del patrimoni cultural català |                                       | Modifica les dades a Wikidata |
|        | bassa del Molí de la Vila | Capellades | molí d'aigua | 1634                                     | 41° 31′ 41″ N, 1° 41′ 03″ E / 41.528107°N,1.684142°E ca:Pg. Immaculada Concepció - c. Pau Claris - av. Maties Guasch 325 msnm | bé cultural d'interès local                | Bassa Gran i Font Petita (Capellades) | Modifica les dades a Wikidata |

## plaça
| imatge | Nom                                     | Ubicat a   | instància de | Detalls                                  | coordenades                                                                           | Protecció                   | Commons (més fotos)                       | Dades a WD                    |
| ------ | --------------------------------------- | ---------- | ------------ | ---------------------------------------- | ------------------------------------------------------------------------------------- | --------------------------- | ----------------------------------------- | ----------------------------- |
|        | Plaça Mossèn Cinto Verdaguer            | Capellades | plaça        | 19th century                             | 41° 31′ 52″ N, 1° 41′ 10″ E / 41.531166°N,1.686116°E ca:Pl. Verdaguer 317 msnm        | bé cultural d'interès local | Plaça Mossèn Cinto Verdaguer (Capellades) | Modifica les dades a Wikidata |
|        | conjunt urbà de la plaça de Sant Miquel | Capellades | plaça        | Estil: arquitectura popular 17th century | 41° 31′ 49″ N, 1° 41′ 14″ E / 41.530194°N,1.687277°E ca:Plaça de Sant Miquel 317 msnm | bé cultural d'interès local | Plaça de Sant Miquel (Capellades)         | Modifica les dades a Wikidata |

## polígon industrial
| imatge | Nom                               | Ubicat a   | instància de       | Detalls | coordenades                                                         | Protecció | Commons (més fotos) | Dades a WD                    |
| ------ | --------------------------------- | ---------- | ------------------ | ------- | ------------------------------------------------------------------- | --------- | ------------------- | ----------------------------- |
|        | Polígon industrial La Barquera    | Capellades | polígon industrial |         | 41° 32′ 05″ N, 1° 41′ 12″ E / 41.5347506602398°N,1.68657074147737°E |           |                     | Modifica les dades a Wikidata |
|        | Polígon industrial Pas de l'Aigua | Capellades | polígon industrial |         | 41° 31′ 29″ N, 1° 41′ 30″ E / 41.5246668576724°N,1.69167680745889°E |           |                     | Modifica les dades a Wikidata |

## pont
| imatge | Nom                | Ubicat a                                    | instància de | Detalls                               | coordenades                                                                                   | Protecció                                  | Commons (més fotos) | Dades a WD                    |
| ------ | ------------------ | ------------------------------------------- | ------------ | ------------------------------------- | --------------------------------------------------------------------------------------------- | ------------------------------------------ | ------------------- | ----------------------------- |
|        | pont de Capellades | Capellades Cabrera d'Anoia Vallbona d'Anoia | pont         | 1940 Travessa: Anoia Estat: bon estat | 41° 31′ 18″ N, 1° 41′ 33″ E / 41.52166°N,1.69244°E ca:Ctra. de Vallbona a Capellades 246 msnm | bé integrant del patrimoni cultural català | Pont de Capellades  | Modifica les dades a Wikidata |
|        | pont del Bisbe     | Capellades                                  | pont         |                                       | 41° 31′ 33″ N, 1° 41′ 19″ E / 41.5257033782105°N,1.68857558733666°E                           |                                            |                     | Modifica les dades a Wikidata |

## Misc
| imatge | Nom                               | Ubicat a                         | instància de                                   | Detalls                                                           | coordenades | Protecció                                  | Commons (més fotos)               | Dades a WD                    |
| ------ | --------------------------------- | -------------------------------- | ---------------------------------------------- | ----------------------------------------------------------------- | --- | ------------------------------------------ | --------------------------------- | ----------------------------- |
|        | Anoia                             | Anoia Baix Llobregat Alt Penedès | curs d'aigua                                   | Desemboca: Llobregat Llarg: 64km Conca: 929km²                    | 41° 28′ 43″ N, 1° 56′ 06″ E / 41.4785217°N,1.9351196°E                                                                                      |                                            | Anoia River                       | Modifica les dades a Wikidata |
|        | Antiga Fàbrica Guasch             | Capellades                       | edifici industrial                             | Estil: modernisme català                                          | 41° 31′ 37″ N, 1° 41′ 05″ E / 41.52698°N,1.68465°E ca:Av. Maties Guasch, 46                                                                 | bé cultural d'interès local                | Fàbrica antiga Guasch Hermanos    | Modifica les dades a Wikidata |
|        | Capellades                        | Capellades                       | entitat singular de població capital municipal | 5558 hab                                                          | 41° 31′ 48″ N, 1° 41′ 11″ E / 41.53005°N,1.68651°E 317 msnm                                                                                 |                                            |                                   | Modifica les dades a Wikidata |
|        | Casa de la Vila de Capellades     | Capellades                       | casa consistorial                              | Arquitecte: Josep Majó i Ribas Estil: arquitectura eclèctica 1902 | 41° 31′ 53″ N, 1° 41′ 09″ E / 41.531419444444°N,1.6858388888889°E ca:C. de l'Onze de Setembre de 1714, 4. 317 msnm                          | bé integrant del patrimoni cultural català | Casa de la Vila de Capellades     | Modifica les dades a Wikidata |
|        | Cementiri Municipal de Capellades | Capellades                       | cementiri                                      | 1858                                                              | 41° 31′ 30″ N, 1° 41′ 06″ E / 41.52499°N,1.684911°E ca:Camí del camentiri 374 msnm                                                          | bé cultural d'interès local                | Cementiri Municipal de Capellades | Modifica les dades a Wikidata |
|        | Estació de Capellades             | Capellades                       | estació de ferrocarril edifici                 |                                                                   | 41° 31′ 17″ N, 1° 41′ 42″ E / 41.521505555556°N,1.6951166666667°E                                                                           |                                            |                                   | Modifica les dades a Wikidata |
|        | Miramar                           | Capellades Vallbona d'Anoia      | muntanya                                       |                                                                   | 41° 32′ 15″ N, 1° 42′ 12″ E / 41.5376°N,1.70333°E 594 msnm                                                                                  |                                            | Miramar (Capellades)              | Modifica les dades a Wikidata |
|        | Molí Paperer de Capellades        | Capellades                       | molí                                           | Estil: arquitectura popular 1634 Superfície: 494m²                | 41° 31′ 43″ N, 1° 41′ 03″ E / 41.52861111111111°N,1.6841666666666666°E ca:Pg. Immaculada Concepció, 21 i Pau Casals ca:Carrer Pau Casals 10 | bé cultural d'interès nacional             | Museu Molí Paperer de Capellades  | Modifica les dades a Wikidata |
|        | Museu Molí Paperer de Capellades  | Capellades                       | museu paperer museu                            | Estil: arquitectura popular 1958 Superfície: 2200m²               | 41° 31′ 43″ N, 1° 41′ 03″ E / 41.52861111111111°N,1.6841666666666666°E Molí Paperer de Capellades                                           |                                            | Museu Molí Paperer de Capellades  | Modifica les dades a Wikidata |
|        | Pou de glaç de la Costa d'en Tria | Capellades                       | pou de neu                                     | Estil: arquitectura popular                                       | | bé integrant del patrimoni cultural català |                                   | Modifica les dades a Wikidata |
|        | arc de la casa de Mateu Tort      | Capellades                       | arc                                            | Estil: arquitectura barroca 19th century                          | 41° 31′ 38″ N, 1° 41′ 26″ E / 41.52712°N,1.69051°E ca:Jardins de Mossèn Pere Ribot, ronda del Capelló 306 msnm                              | bé integrant del patrimoni cultural català | Arc de la casa de Mateu Tort      | Modifica les dades a Wikidata |
|        | barraca de vinya                  | Capellades                       | barraca de vinya                               | Estil: arquitectura popular                                       | 41° 31′ 17″ N, 1° 40′ 48″ E / 41.521489°N,1.679885°E                                                                                        | bé cultural d'interès local                |                                   | Modifica les dades a Wikidata |
|        | collet de Morei                   | Capellades la Torre de Claramunt | collada                                        |                                                                   | 41° 31′ 22″ N, 1° 40′ 44″ E / 41.5227°N,1.67891°E 420.2 msnm                                                                                |                                            |                                   | Modifica les dades a Wikidata |
|        | el Capelló                        | Capellades                       | antic assentament                              |                                                                   | 41° 31′ 58″ N, 1° 41′ 34″ E / 41.5327405601343°N,1.6927607639946°E                                                                          |                                            |                                   | Modifica les dades a Wikidata |
|        | font del Carquinyoli              | Capellades                       | font                                           | Estil: noucentisme 1928                                           | 41° 31′ 47″ N, 1° 41′ 11″ E / 41.52983°N,1.68646°E ca:Placeta del carrer Garbí                                                              | bé integrant del patrimoni cultural català | Font del Carquinyoli              | Modifica les dades a Wikidata |
|        | la Font de la Reina               | Capellades                       | nucli de població                              |                                                                   | 41° 32′ 12″ N, 1° 41′ 11″ E / 41.536730555556°N,1.68625°E                                                                                   |                                            | La Font de la Reina (Capellades)  | Modifica les dades a Wikidata |
|        | rec del Corronaire                | Capellades                       | canal                                          | Estil: arquitectura popular 14th century                          | 41° 31′ 48″ N, 1° 41′ 04″ E / 41.52995°N,1.68444°E                                                                                          | bé cultural d'interès local                |                                   | Modifica les dades a Wikidata |